# Щелканова, Екатерина Николаевна
Екатери́на Никола́евна Щелка́нова (2 мая 1970, Ленинград) — российская актриса, балерина и певица.

## Биография
Екатерина Николаевна Щелканова родилась 2 мая 1970 года в Ленинграде, СССР. По окончании  Академии русского балета имени А. Я. Вагановой в 1988 году, где она училась у Людмилы Сафроновой, была приглашена в труппу Кировского (Мариинского) театра, где исполняла множество сольных партий. Ещё будучи ученицей Академии им. А. Я. Вагановой, Щелканова стала одной из первых русских исполнительниц хореографии Джорджа Баланчина на сцене Театра оперы и балета им. С. М. Кирова, ныне Мариинского театра. Во время тура по США в 1992 году Щелканова покинула труппу. 
«Так получилось, что Кировский театр не оказался для меня таким, каким я себе его представляла с детства; не сложились отношения с педагогом и с художественным руководителем. Во время гастролей в США в девяносто втором году я решила уйти из театра. Страна меня не очень поразила, я, признаться, не думаю, что человека из Петербурга вообще можно чем-то поразить, но в тот момент Америка была для меня выходом»
Первое время зарабатывала в Нью Йорке тем, что раздавала рекламу на улице за $4 в час. Спустя время познакомилась там с Михаилом Барышниковым. Он, посмотрев как танцует Екатерина и узнав, что у неё нет работы, дал ей телефон Американского театра балета – это одна из лучших в мире компаний и лучшая в Америке. Позвонила, её приняли, и довольно скоро Екатерина стала там солисткой.
С 1995 по 2001 год входила в состав Американского театра балета, Нью-Йорк, США. В её репертуаре сольные и ведущие партии в таких балетах как «Жизель», «Лебединое озеро», «Спящая красавица», «Баядерка», «Пахита», «Золушка», «Укрощение строптивой», «Анастасия», «Шопениана», «Сильфида», «Ромео и Джульетта», «Сиреневый сад» и др. Несмотря на ярко выраженную классическую Ленинградскую школу, Щелканова привлекла внимание известного американского балетмейстера Твайлы Тарп и работала с ней над созданием трех новых балетов.
В 2001 году Екатерина неоднократно выступала в роли модели и лица сезона модного дома Сальваторе Феррагамо, Италия.
В 2002 году Щелканова снялась в мюзикле Роба Маршалла «Чикаго» в роли венгерки Каталины Хелински. За эту роль Екатерина была удостоена премии Гильдии киноактёров США за лучший актёрский состав в игровом кино вместе с коллегами по фильму, что сделало её первой русской актрисой, удостоенной этой премии.
В 2003 году Щелканова выступила сопродюсером и снялась в главной роли в фильме «Конец тишины». Фильм был удостоен различных премий и поступил в прокат в Канаде, Австралии и Новой Зеландии.
С 2004 года — педагог школы и труппы Королевского Балета Канады. В 2007—2010 годах — педагог-репетитор в «Les Grands Ballets Canadiens de Montréal». В 2010 году Щелканова вместе с Антоном Бойцовым основала Открытый всемирный благотворительный балетный фонд (англ. Open World Dance Foundation), где является учредителем и президентом.

## Фильмография
| Год  |     | Русское название | Оригинальное название | Роль                         |
| ---- | --- | ---------------- | --------------------- | ---------------------------- |
| 2000 | ф   | Авансцена        | Center Stage          | солистка «Лебединого озера»  |
| 2002 | ф   | Чикаго           | Chicago               | Каталина «Венгерка» Хелински |
| 2006 | ф   | Конец тишины     | The End of Silence    | Дарья                        |
| 2007 | кор |                  | Odin's Shield Maiden  |                              |